# Jean Pineau (juriste)
 (février 2019).
Si vous disposez d'ouvrages ou d'articles de référence ou si vous connaissez des sites web de qualité traitant du thème abordé ici, merci de compléter l'article en donnant les références utiles à sa vérifiabilité et en les liant à la section « Notes et références ».
Pour l’article homonyme, voir Jean Pineau.
Jean Pineau (1934-2013) est un juriste québécois. D'origine française, il fit carrière comme professeur de droit à l'Université de Montréal. Il est reconnu comme étant l'un des principaux auteurs du Code civil du Québec. La recodification du droit civil a eu un impact extrêmement important sur l'ensemble du droit québécois[réf. nécessaire].